# Charlotta Christina av Braunschweig-Wolfenbüttel
Charlotta Christina Sofia av Braunschweig-Wolfenbüttel, född i Braunschweig 29 augusti 1694, död 2 november 1715 i Sankt Petersburg, var en rysk kronprinsessa. Hon var dotter till hertig Ludvig Rudolf av Braunschweig-Lüneburg och Christine Louise av Oettingen-Oettingen. Gift i Torgau 25 oktober 1711 med den ryske tronföljaren Aleksej Petrovitj, son till tsar Peter den store.

## Biografi
Charlotta Christina fick en god utbildning och växte upp vid det polska hovet i Dresden, eftersom Polens drottning, Christiane Eberhardine av Brandenburg-Bayreuth, var hennes släkting, och blev där presenterad för Alexej 1709. Tsar Peter arrangerade äktenskapet eftersom hennes syster, Elisabet Christina, var gift med Karl VI, vars stöd Peter gärna ville ha mot det Osmanska riket. Vid bröllopet gjordes överenskommelsen att bruden skulle få behålla sin lutherska tro, medan eventuella barn skulle få en rysk-ortodox tro.
År 1713 anlände paret till Ryssland, där Charlotta fick titeln kronprinsessa. Relationen mellan Charlotta och Alexej var olycklig, och Alexej hade en relation med Jefrosinja Fjodorova under äktenskapet. Enligt uppgifter skall hon flera gånger blivit svår misshandlad av sin make. Charlotta Christina favoriserades av Peter men levde ett isolerat liv med sitt eget hov, som mest bestod av utlänningar. Hon fick två barn, Natalja Alexejevna av Ryssland 1714 och Peter II av Ryssland 1715, och hon avled några dagar efter sin andra förlossning.

## Inom fiktion
En legend uppkom där Charlotta i stället för att dö flydde till Amerika, gifte sig i Louisiana, bosatte sig i Frankrike och slutligen avled i Bryssel. Dessa hänför sig delvis från en äventyrerska som utgav sig för att vara Charlotta Christina. som  Denna legend blev föremål för en novell av Heinrich Zschokke och ett libretto av Charlotte Birch-Pfeiffer.